# Candle on the Water
Candle on the Water est une ballade sentimentale écrite par Al Kasha et Joel Hirschhorn pour le film Peter et Elliott le dragon (1977) de Walt Disney Productions. Interprétée à l'origine par Helen Reddy, qui tient le rôle de Nora, la chanson a été sélectionnée pour l'Oscar de la meilleure chanson originale en 1977, battue par You Light Up My Life du film Un petit mélo dans la tête.

## Origine de la version d'Helen Reddy
Un vent de changement était à l'œuvre au sein de Disneyland Records et Merrill Dean président du label depuis 1975 négocie pour que la chanteuse Helen Reddy alors sous contrat avec Capitol Records participe à la production du film que se veut plus ambitieuse que L'Apprentie sorcière (1971). Le compositeur, alors président de MGM Records, Mike Curb produit le single de la chanson titre Candle On the Water d'Helen Reddy pour Capitol Records. C'est le contrat de la chanteuse qui explique cette sortie en dehors du catalogue Disney.
Candle On the Water est une combinaison de deux chansons du duo récompensées d'un Oscar, la première sur le thème de l'eau The Morning After tirée du film L'Aventure du Poséidon (1972) et l'autre sur le thème du feu We May Never Love Like This Again dans La Tour infernale (1974). Kasha explique que c'est une musique inspirante, et qu'elle évoque sa croyance en Dieu. 
Peu avant cette chanson, un soir, Lampie sermonne Nora et lui conseille d'accepter la mort de Paul. Consternée, Nora se retire sur le balcon du phare et chante vers l'océan, clamant à Paul qu'elle l'attend toujours. La chanson prend place sur le balcon de la lanterne du phare dans lequel vivent Nora et son père, Lampie. Nora évoque son fiancé Paul, perdu en mer depuis plus d'un an, et malgré cela elle espère qu'il reviendra un jour.

### Classement
| Interprète  | Classement                       | Année | Meilleur classement |
| ----------- | -------------------------------- | ----- | ------------------- |
| Helen Reddy | US Billboard Adulte Contemporain | 1978  | 27                  |

## Autres versions
La version française intitulée Un Petit Point de Lumière est interprétée par Nicole Croisille et adaptée par Pierre Delanoë et Henri Lemarchand.
En 1979, la chanson est reprise par la chanteuse suédoise Kikki Danielsson sur son album Rock'n Yodel, intitulée Jag är ditt ljus på mörka vatten et traduite par Doreen Denning (sv). 
Le 14 décembre 2014, le groupe ミラクルミュージカル a proposé une reprise de Candle On The Water sur la page YouTube officielle et sur SoundCloud. Le morceau était dédié à la mémoire de Diem Brown et Trevelyn Grace Campbell, fans de Tally Hall.
Candle on the Water est présente sur l'album DisneyMania 4  interprété par Anneliese van der Pol . 
La chanson a été brièvement chantée par Kristin Chenoweth et un groupe a cappella non identifié dans la comédie dramatique Pushing Daisies dans l'épisode « The Legend of Merle McQuoddy ».
Cette chanson a également été interprétée par Okkervil River pour le remake Peter et Elliott le dragon (2016), mais n'est pas présente dans le film.